# 藤崎宮前駅

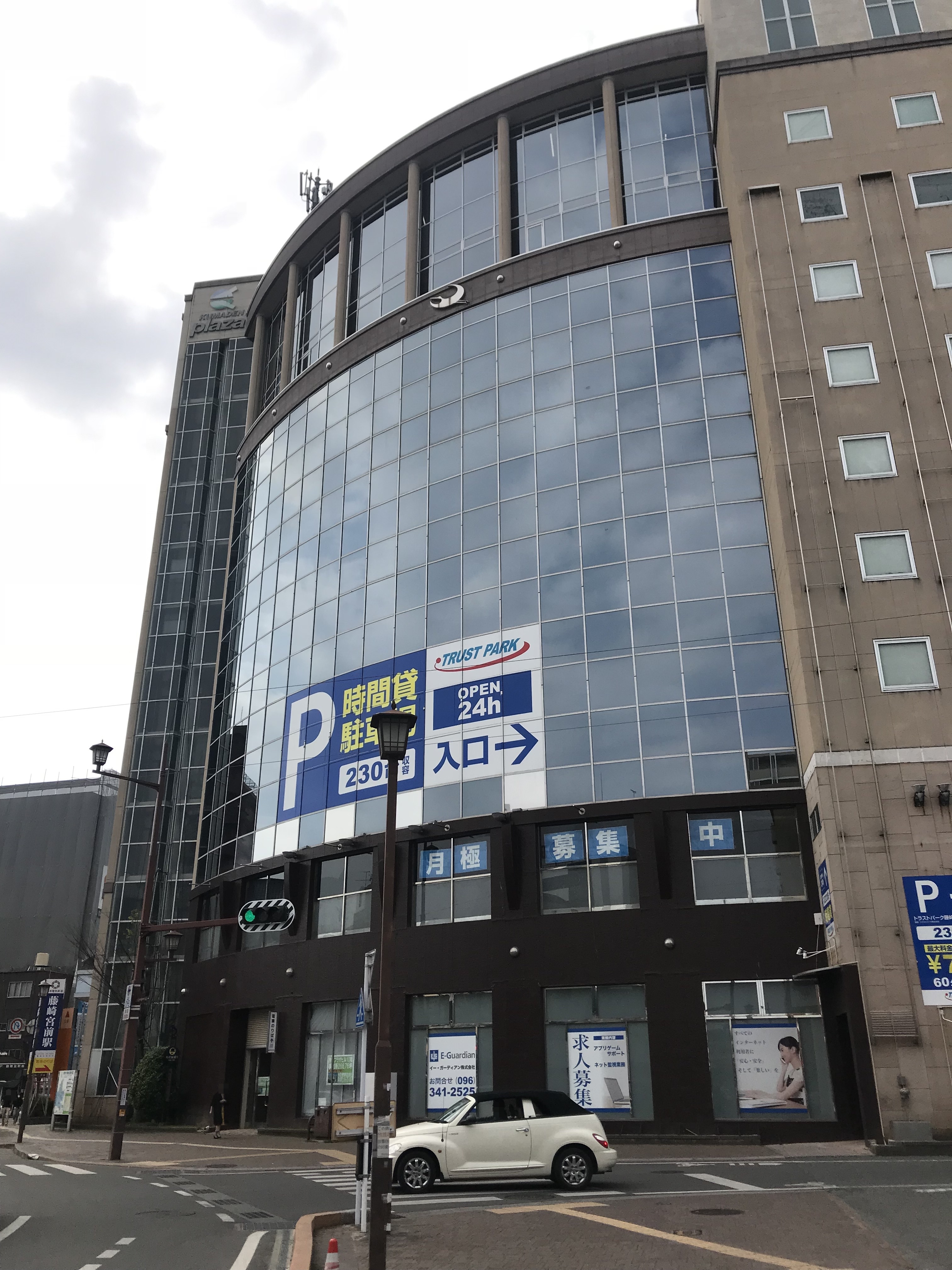
駅ビル

藤崎宮前駅（ふじさきぐうまええき）は、熊本県熊本市中央区坪井二丁目にある熊本電気鉄道藤崎線の駅。駅番号はKD06。同線の終点。
駅名は東へ約400mの場所にある藤崎八旛宮に由来する。

## 歴史
- 1911年（明治44年）10月1日：北千反畑停留場として開業（当時は軌道駅）。
- 1913年（大正2年）
  - 8月2日：広町停留場に改称。
  - 8月27日：当駅 - 高江間開通に伴い広町駅開業、一部の列車が当駅をスイッチバック。
- 1924年 （大正13年）：藤崎宮前駅に改称。
- 1949年（昭和24年）4月1日：当駅 - 亀井間のルートを「室園」経由から新線の「北熊本」経由変更、これにより室園経由旧線の電車営業運行は廃止される[注釈 1]。
- 1953年（昭和28年）6月26日：水害で上熊本 - 当駅間の軌道線が不通。
- 1954年（昭和29年）6月1日：上熊本 - 当駅間の軌道線を廃止し熊本市交通局に譲渡[注釈 2]。当駅は鉄道駅単独となる。
- 1979年（昭和54年）8月1日：貨物取り扱い廃止。
- 1984年（昭和59年）2月1日：鉄道小荷物の取り扱い廃止。
- 1985年（昭和60年）5月1日：乗車券の発売を廃止し、整理券発行方式に移行。
- 1988年（昭和63年）3月1日：自動閉塞装置（電子符号照査式）導入に伴い無人化。出札業務のみ子会社の熊本電鉄観光に業務委託。
- 1997年（平成9年）2月14日：新駅舎完成。現在の新ホームを使用開始。
- 2015年（平成27年）4月1日：交通系ICカード「熊本地域振興ICカード（くまモンのIC CARD）」に対応[1]。
- 2017年（平成29年）2月22日：21時25分頃、藤崎宮前駅を発車した御代志行き列車が発車した直後に脱線事故を起こし、翌23日より3月6日までの間黒髪町 - 当駅間の電車が運休となった[2]が3月7日の始発列車より全線で運転を再開した[3]。
- 2019年（平成31年）1月9日：藤崎宮前駅 - 黒髪町駅間で再度列車が脱線、翌月2月3日に全線で運行再開するまでの間黒髪町 - 当駅間の電車が運休となった[4][5][6]。
- 2019年（令和元年）10月1日：駅ナンバリング導入[7]。

## 駅構造
- かつては木造平屋建ての駅舎で、貨物の取り扱いも行っていた有人駅であった。頭端式ホーム2面2線と貨物用側線が2本あり、昼間は2番線や側線で車両留置も多く行われていたが、駅舎の老朽化に伴い1997年2月に現在の駅ビルに建て替えられ、現在の線路配置になった。
- 頭端式ホーム2面1線を持つ地上駅である。乗車ホームと降車ホームに分けられる。
- もう1線増設可能な用地も準備されているが、今なお増設の気配は全くない。
- 駅ビルは11階建てで、1階にパチンコ店(2014年4月より休止)、2階に事務所、3階 - 9階に駐車場がある。以前は10階・11階にレストランと温泉施設等を併設していたが、現在はどちらも休館になっている。
- 無人駅だが、平日と土曜日は窓口が設置されており、定期券の販売が行われている。このほか、平日の朝ラッシュ時は多客のため改札・集札業務も行われている。早朝・深夜や日祝日は完全無人駅となる。このほか、毎年の大晦日から元旦にかけてや、毎年9月に開催される藤崎八旛宮秋季例大祭開催時も神幸行列（随兵行列）が行われる最終日（5日目）が最も混雑するため駅係員が配置される。
- ICカード読み取り機は改札口でなくホームに入場機のみ設置。平日朝の通勤時間帯は、改札でカードの出場読み取りも行なう[1]。

営業時間
- 平日 7:15 - 19:00
- 土曜日 7:15 - 17:00
- 休日 休み

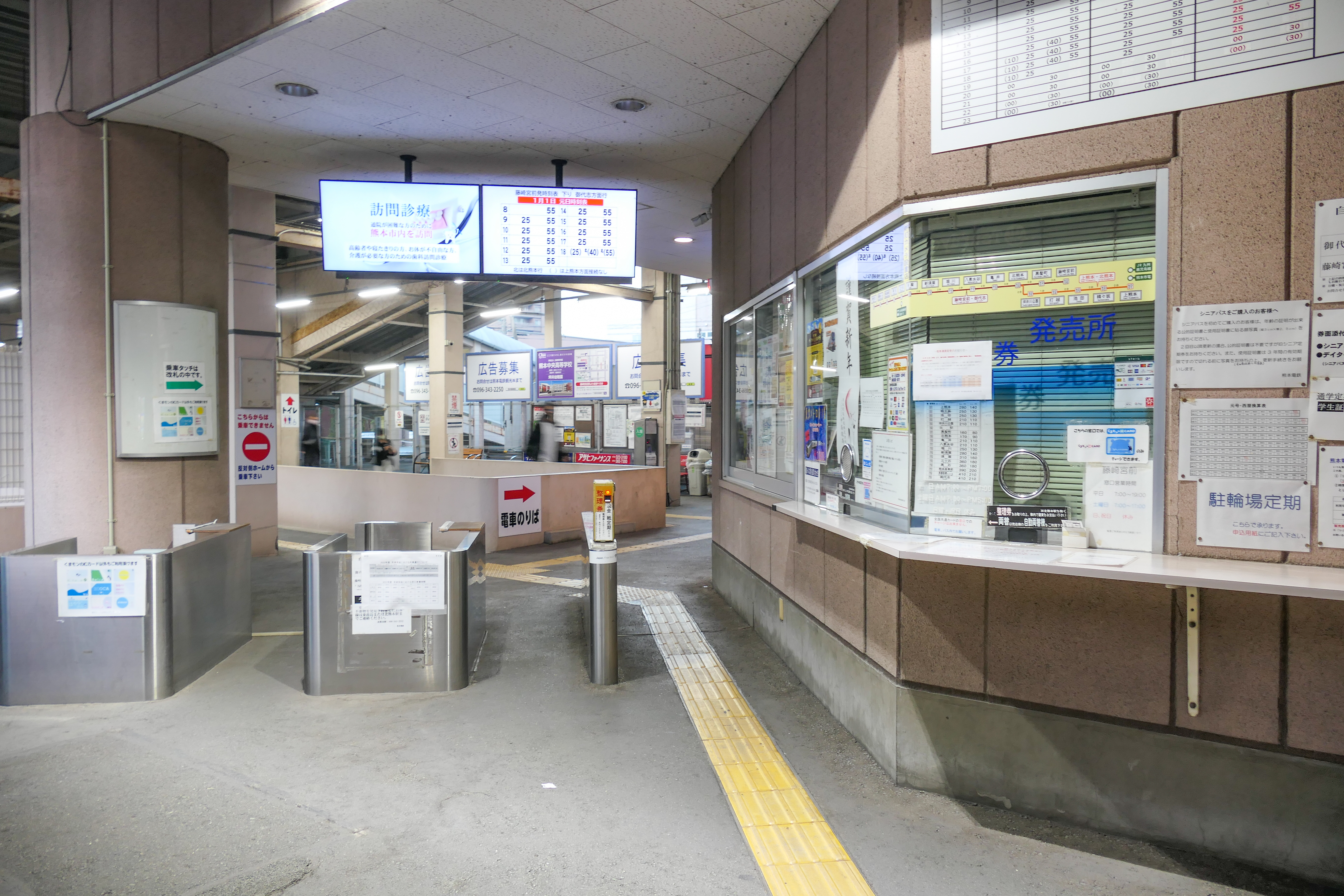
改札口（2022年1月）
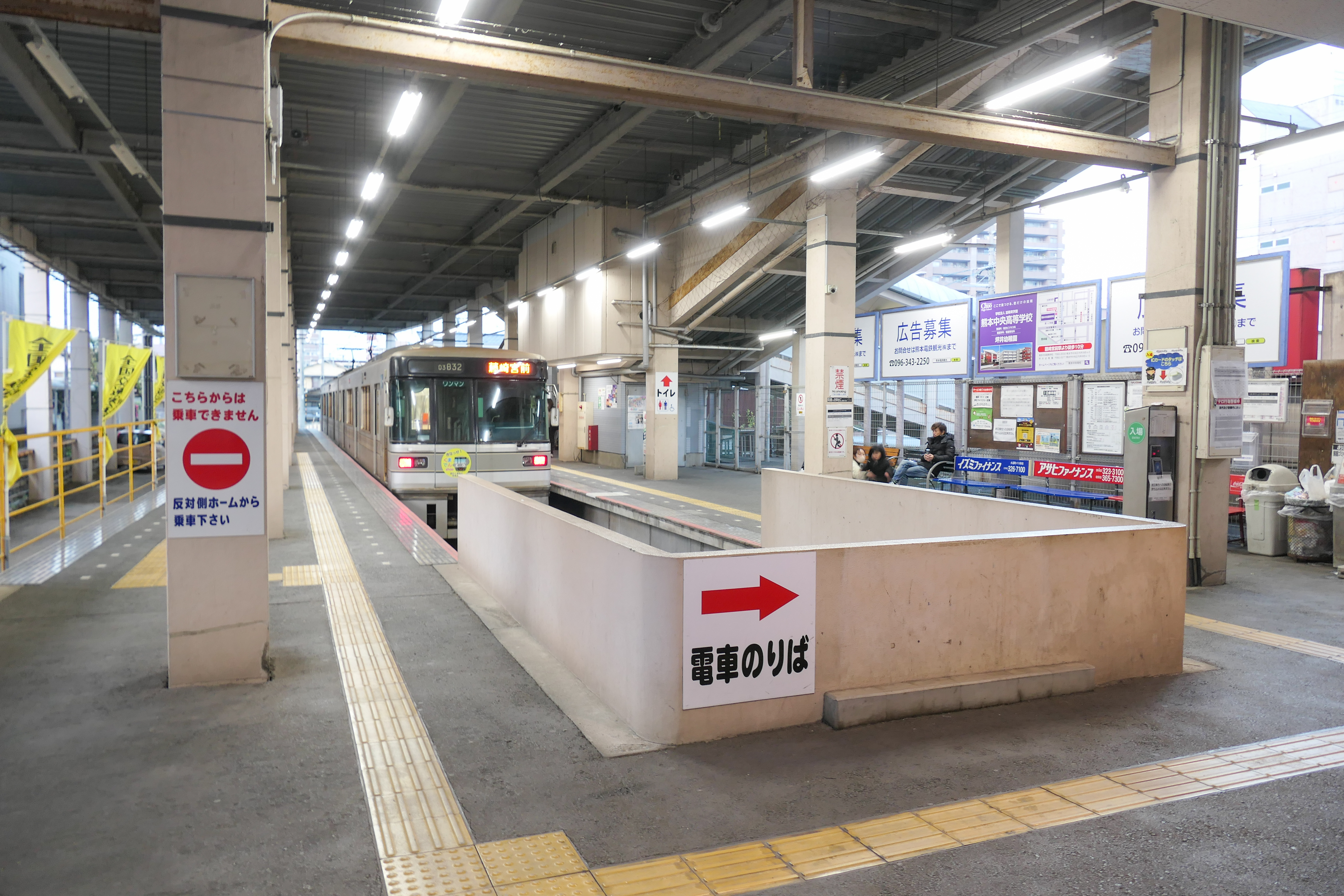
構内（2022年1月）
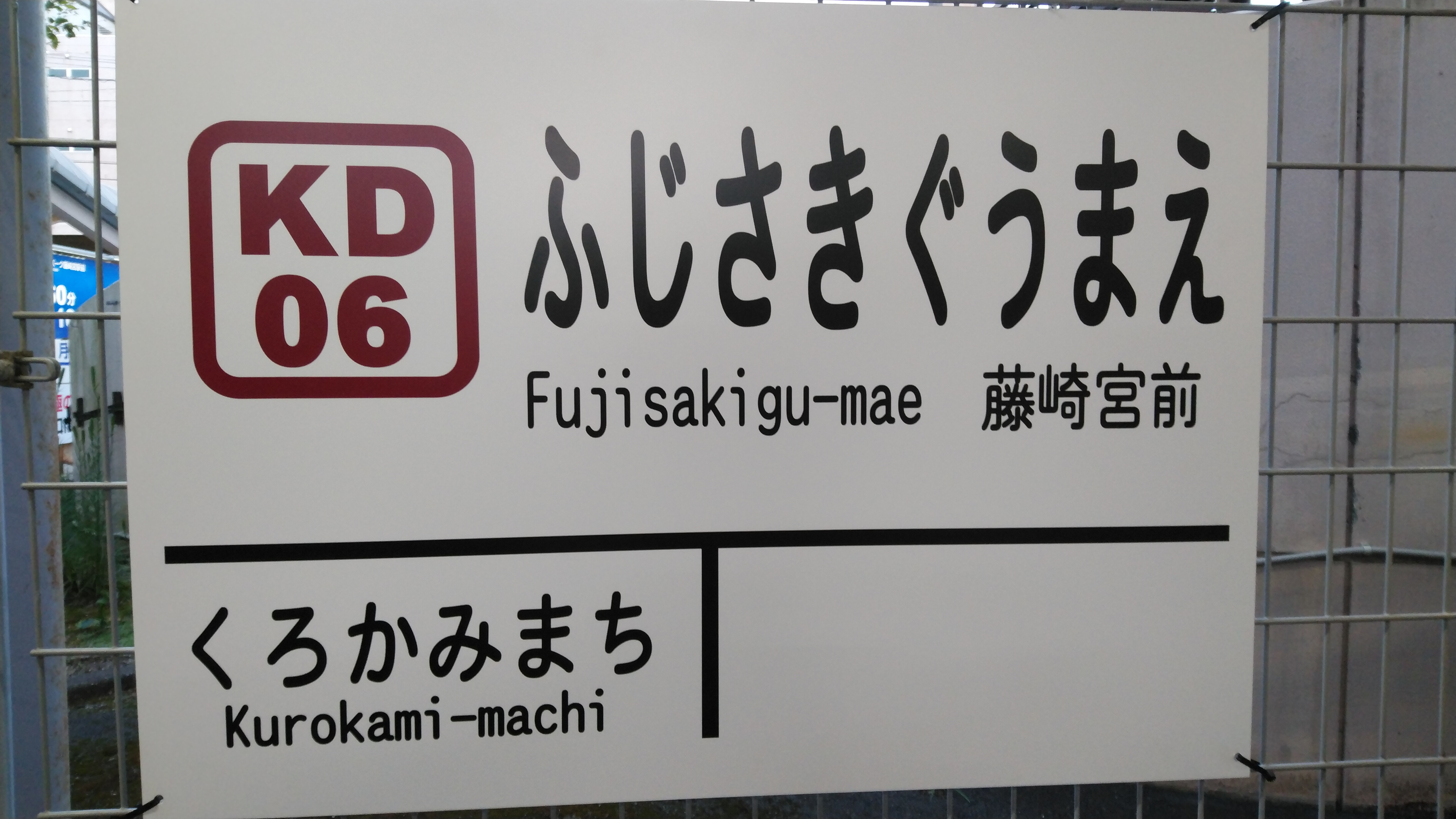
ナンバリング付きの駅名標

### のりば
| のりば | 路線            | 行先       |
| ------ | --------------- | ---------- |
| 1      | ■藤崎線（本線） | 御代志方面 |
| (2)    | ■藤崎線（本線） | 降車ホーム |

## 利用状況
| 年度   | 1日平均 乗車人員 | 1日平均 乗降人員 |
| ------ | ---------------- | ---------------- |
| 2011年 | 1,204            | 2,718            |
| 2012年 | 1,203            | 2,715            |
| 2013年 | 1,306            | 2,950            |
| 2014年 | 1,299            | 2,932            |
| 2015年 | 1,233            | 2,899            |
| 2016年 | 1,181            | 2,840            |
| 2017年 | 1,144            | 2,852            |
| 2018年 | 910              | 2,195            |

## 駅周辺

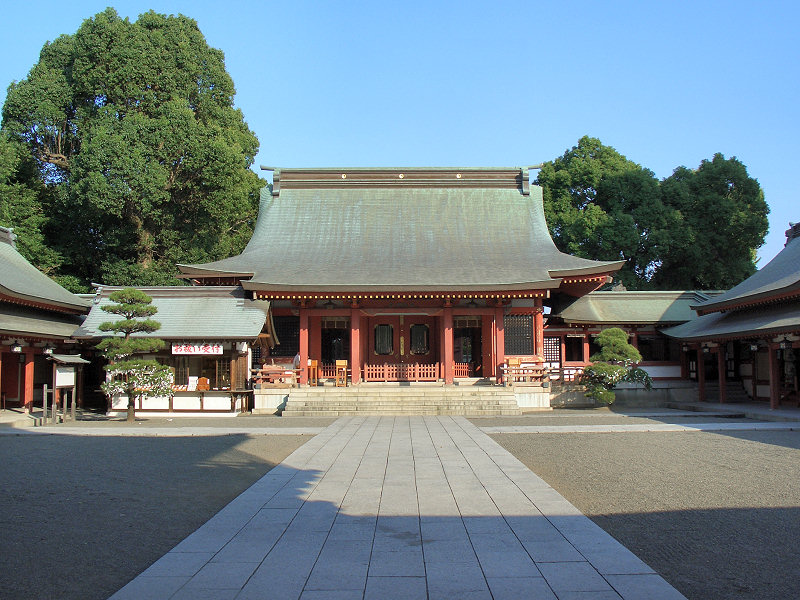
藤崎八旛宮

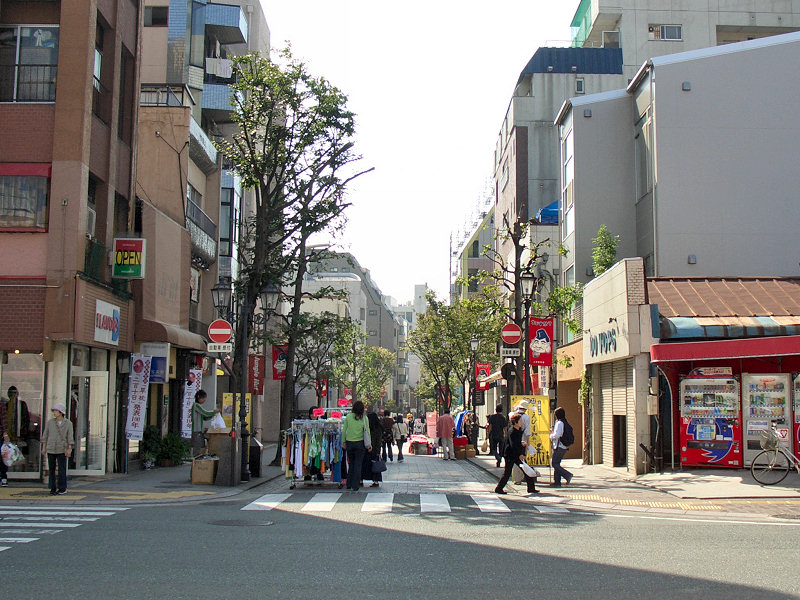
上通商店街・並木坂

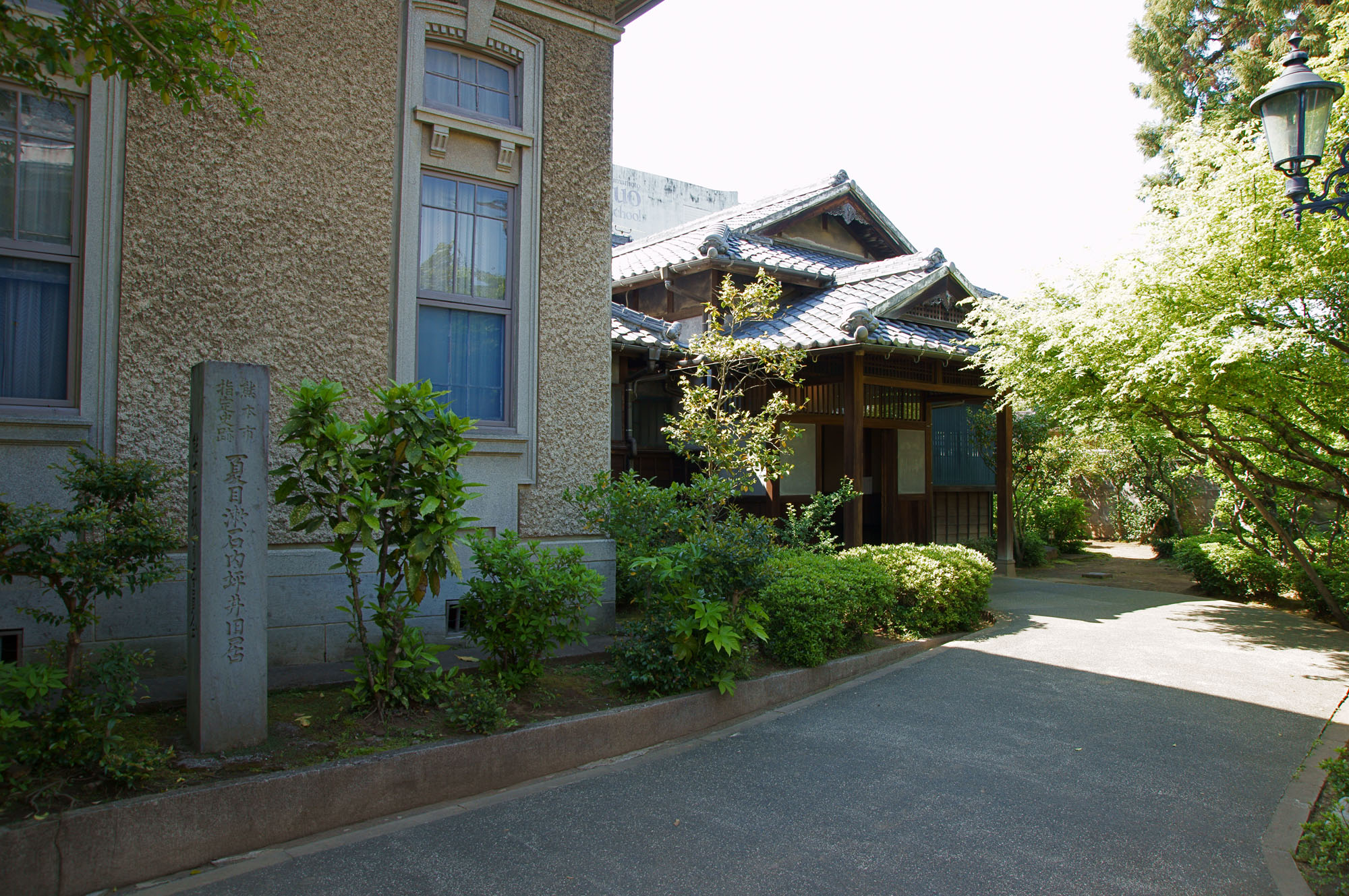
夏目漱石内坪井旧居

熊本市街北端に位置し商業施設が多数立地しており、付近には上通並木坂商店街や上乃裏通りがある。また交通の要衝でもあり、駅前には熊本県道1号熊本玉名線が、東側には国道3号が走っている。
- 熊本市立壺川小学校
- 寺原自動車学校
- 熊本家庭裁判所
- 安元元年笠塔婆（県指定重要文化財 市指定重要文化財）
- 熊本中央警察署（くまもとアートポリス参加プロジェクト） - 約500m。国道3号を南下する。
- 熊本城
- 通町筋停留場
- 水道町停留場
- 上通りアーケード 北口までおよそ300m
- 西本願寺熊本別院 - 約60m
- 国道3号 - 約150m
- 藤崎八旛宮 - 約400m
- 熊本市立碩台小学校 - 藤崎八旛宮手前の路地を北へ入る。
- 熊本市立碩台幼稚園 - 藤崎八旛宮に隣接している。
- 夏目漱石第六の旧居
- 熊本信愛女学院中学校・高等学校
- 熊本信愛女学院幼稚園
- 熊本市立城東小学校
- 熊本市立藤園中学校
- 熊本中央高等学校
- 壺溪塾坪井本校
- エフエム熊本
- 夏目漱石内坪井旧居（第五の旧居、夏目漱石記念館）
- 坪井、京町 -　当駅の東側に位置。

## 利用可能なバス路線
藤崎宮前バス停には北熊本駅方面、熊本大学や竜田口駅方面を含む多くの路線が発着するほか、上通商店街を抜けて通町筋まで出ると路面電車や高速バスなども含めてさらに多くの路線を利用することができる。
藤崎宮前駅 - 駅出口すぐの場所にある。
- 電鉄バス
  - C1-1
熊本駅行（水道町・桜町BT経由） - 平日朝2便のみ始発で運行
  - K6-0
県会議事堂前行（水道町・水前寺駅通り・県庁前経由） - 平日朝2便のみ始発で運行

駅前から出るのは上記のみである。
このほか藤崎宮環状が利用できたが2012年3月末をもって廃止された。

藤崎宮前 - 東へ約200mの国道3号上にある。
- 都市バス
- 産交バス
- 電鉄バス
中心市街地と郊外を結ぶ多くの路線を利用できる。

信愛女学院前（しんあいじょがくいんまえ） - 西へ約400mの距離にある。
- 熊本電鉄バス
  - B1-3
高平南公園行（寺原町・津の浦経由）／桜町BT行（壺井橋経由）

## 隣の駅
熊本電気鉄道
■藤崎線
藤崎宮前駅（KD06） - 黒髪町駅（KD07）

### かつて存在した路線
打消線は廃線以前に廃止。
熊本電気鉄道
軌道線
広町停留場 - 藤崎宮前駅
旧・鉄道線
藤崎宮前駅 - 立町駅 - 三軒町駅 - 室園駅